# Marco Carola
Marco Carola (Napoli, 7 febbraio 1975) è un musicista e disc jockey italiano.
È compositore e DJ ma anche fondatore di alcune etichette discografiche di musica techno e tech house quali Design, Zenit, Question, One Thousands, Do.Mi.No. e Music On.
Oltre alle proprie produzioni ha supportato in importanti tour artisti di spessore come 
Sven Väth, Adam Beyer e Richie Hawtin.
Per 3 anni consecutivi è entrato nella prestigiosa classifica Top 100 Djs della rivista Dj Magazine, col piazzamento più alto al numero 86 nel 2018 e nel 2019.

## Biografia
Alcuni dei brani da lui composti sono stati pubblicati da importanti label straniere come le canadesi Minus e Plus 8 di Richie Hawtin e la britannica Primate Recordings.
Dal 1995 ad oggi ha composto più di 40 tra EP e singoli, 5 album e varie compilation tra le quali spiccano Fabric 31 del 2006 sponsorizzata dal club Fabric di Londra e Time Warp Compilation 09 del 2009 prodotta per il festival Time Warp di Mannheim.
Ha suonato agli eventi Cocoon Club di Sven Väth presso la discoteca Amnesia di Ibiza e dal 2012 al 2018 è stato DJ resident nel club stesso con il suo progetto Music On, poi spostato dal 2019 al Pacha.

## Classifica DJ Mag
| DJ           | 2018 | 2019 | 2020 |
| ------------ | ---- | ---- | ---- |
| Marco Carola | 86   | 86   | 100  |

## Discografia

### Album
- The 1000 Collection (One Thousands, 1998)
- Fokus (Zenit, 1998)
- Open System (Zenit, 2001)
- Question 10 (Zenit, 2002)
- Play It Loud! (Minus, 2011)

### Singoli ed EP
- Party People (2010)

### Compilation
- Fabric 31 (Fabric, 2006)
- Time Warp Compilation 09 (Time Warp, 2009)
- Party Animals con Nick Curly (Cocoon Recordings, 2010)
- RA.252 (Resident Advisor, 2011)
- Music On Closing, registrazione live dall'Amnesia (Music On, 2012)
- Music On The Mix, registrazione live dall'Amnesia (Music On, 2013)
- Essential Music Ibiza, Music On 2014